# Виноробство в Алжирі

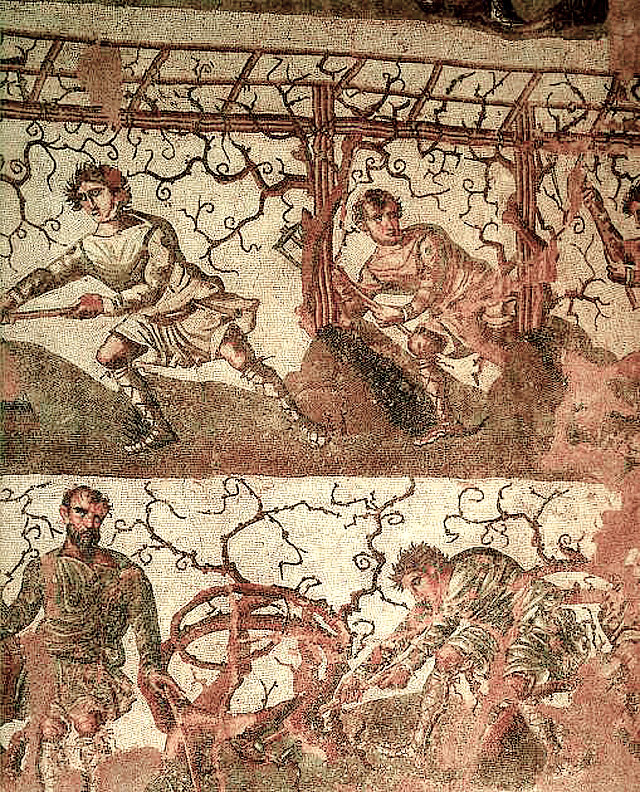
Римська мозаїка — частина серії, що зображує сільськогосподарські роботи. Із зібрання археологічного музею в Шершелі

Виноробство в Алжирі сягає корінням в Античність — зокрема, в період панування Карфагена і Стародавнього Риму. Пік виробництва вина в країні був у часи Французького Алжиру, коли в першій половині XX століття площа виноградників досягала 396 000 гектарів, а щорічне виробництво — 18 000 000 гектолітрів. Ціни на алжирське вино в роки після Другої світової війни були вище загальносвітових, але, незважаючи на це, воно становило 22 % обсягу імпорту Франції з її колоніальних володінь. Після здобуття Алжиром незалежності в 1962 році і втрати основного ринку збуту виробництво вина різко скоротилося, але країна як і раніше займає друге місце з виробництва і п'яте з експорту вина серед всіх країн африканського континенту.

## Історія

### Від доісторичних часів до XVIII століття

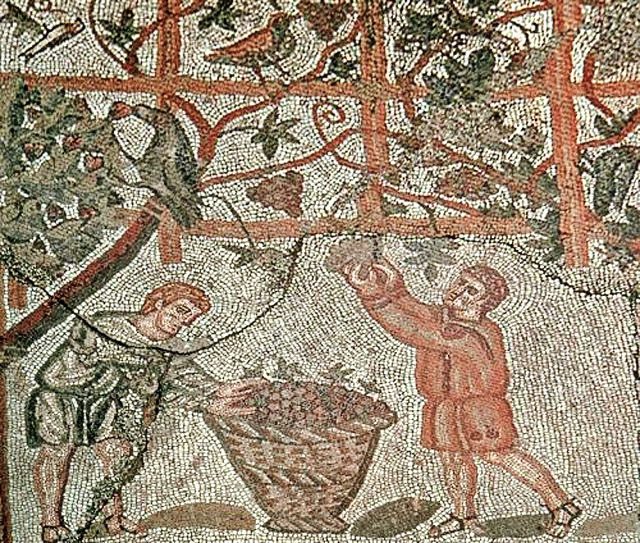
Виноградник на перголі — римська мозаїка в Шершелі

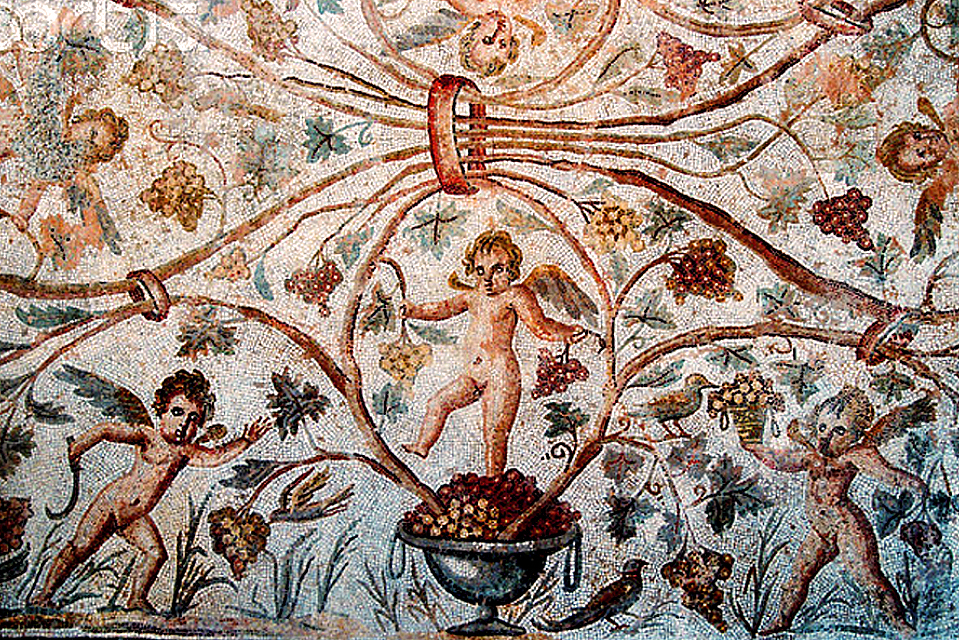
Амури-виноградарі — римська мозаїка в Гіппоні

З давніх часів дикий (або лісовий) виноград ріс на алжирському узбережжі Середземного моря, обвиваючи стовбури дерев. Виноград давав невеликі ягідки, які вживалися в їжу берберами в свіжому або сушеному вигляді.
Карфагеняни схрестили дикий виноград Vitis vinifera silvestris з Vitis vinifera sativa і засадили їм спершу мис Бон, а потім інші прибережні володіння. Нові різновиди винограду, створені на основі місцевих сортів, збереглися в столових виноградах — так званих Кабільських. Римське завоювання території майбутнього Алжиру перетворило ці землі в житницю, де вирощувалася пшениця, але виноробна традиція також збереглася в таких містах, як Цезарея Мавританська (сучасний Шершель), Гіппон (Аннаба) або Куікуль (Джеміла). До нашого часу дійшла велика кількість римських мозаїк, що зображують виноград і виноградарів.
Арабське завоювання VII століття негативно позначилося на виноградарській культурі регіону, підірвавши виноробство, як заборонене ісламом заняття, хоча виробництво столового винограду тривало. Разом з тим іслам погано приживався в деяких берберських племенах, які продовжували вирощувати виноград і робити вино. Збереглися численні спогади мандрівників цього періоду, що розповідають про те, як на базарах можна було знайти також солодкі фінікове, медове і родзинкове вина.
Алжирські євреї продовжували виробляти кошерне вино. Коли в Оранії оселилися іспанці, вони відновили вирощування винограду. Клієнти у виноробів знаходилися: серед них були і турецькі яничари, і раби-християни, і екіпажі європейських торгових суден, не кажучи вже про підпільне вживанні вина підданими Алжирського еялету.

### XIX століття
Напередодні французького вторгнення, розпочатого в 1830 році, посадки винограду займали в Алжирському еялеті лише близько 2000 гектарів. Виноградники використовувалися переважно в якості роздільників між полями, а самі ягоди вживалися в їжу в свіжому або сухому вигляді.
У 1836 році французький маршал Клозель спробував налагодити сільськогосподарське виробництво в околицях Буфаріка, але ця спроба провалилася через військові дій 1839 року.
Перші колоністи сіяли зернові, оскільки їх виробництво не вимагало великих вкладень. Вино посередньої якості імпортувалося з Франції та з Іспанії. 1841 року маршал Бюжо змінив Клозеля і вирішив стимулювати власне винне виробництво і доручив алжирському сільськогосподарському товариству розробити план розвитку виноградарства.
Початок був довгим і складним. У 1851 році в 41 центрі колонізації поселенцям були роздані привезені з Франції саджанці, але лише деякі з них прижилися. Однак до 1858 року виноградники займали вже 4374,72 гектара, а до 1861 — 5564,49 гектара. Виноградники розташовувалися переважно в трьох провінціях: Алжир (2352,30 гектара), Оран (2574,85 гектара) і Константина (637,34 гектара). Виробництво червоного і білого вина досягло 36 682 гектолитрів.

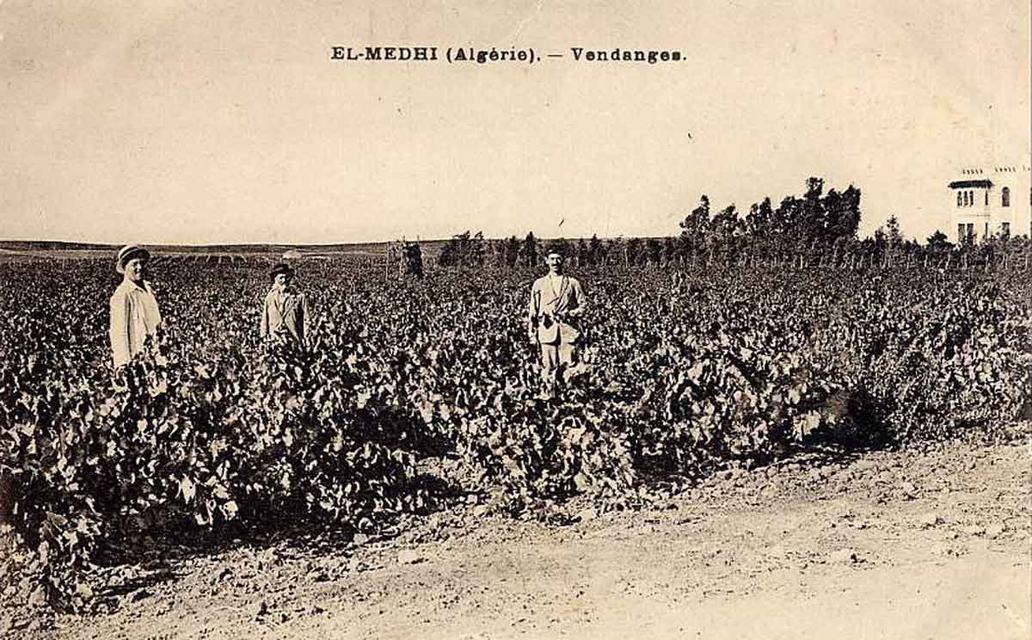
Виноградники в Ель-Медхі

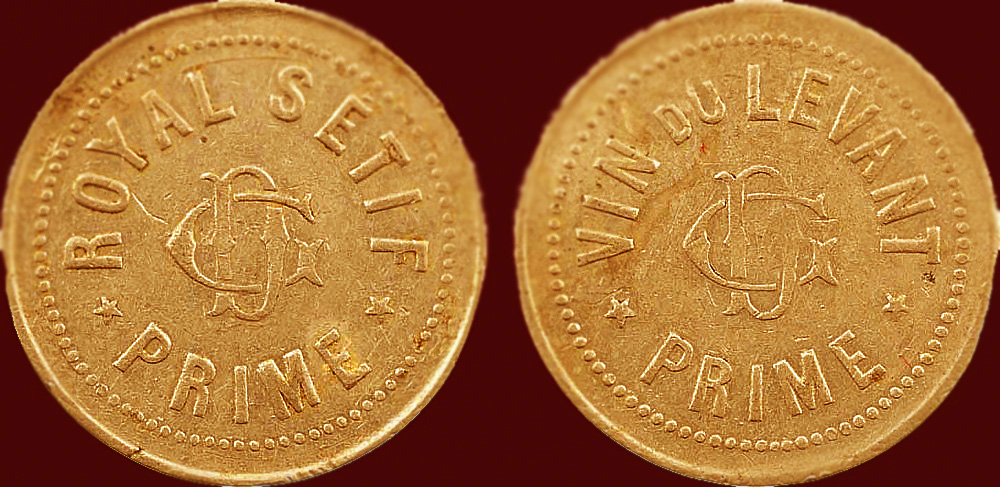
Жетон сетіфского вина, близько 1875

1861 року генерал-губернатор маршал Пелісьє відкрив два виноробних господарства поблизу міста Алжиру, а точніше в Бірхадеме і в Бір-Мурад-Раїсі. Останнє стало процвітати і з часом перетворилося на найбільше виноградарське господарство, зайнявши площу в 6500 гектарів.
Поступово виноробство поширювалося в країні, на Всесвітній виставці 1862 року в Лондоні виставлялися близько 80 виробників алжирського вина.
У 1868 році кардинал Лавіжрі створив виноградник в господарстві Уліда-Адда в Мезон-Карре. Спочатку вироблене вино використовувалося лише для богослужбових потреб, але до 1930 року обсяг виробництва господарства досяг вже 50 000 гектолітрів на рік, причому серед виробленого вина були деякі знамениті марки.
Починаючи з 1875 року, коли французькі та європейські виноградники знищувала філоксера, Алжир став «землею обітованою» для виноробів. Генерал-губернатор Алжиру Альфред Шанз отримав повідомлення, в якому говорилося:
|  | Вам відома ситуація з філоксерою у Франції. Якщо Алжир має бажання і обережність, щоб її уникнути, то, закликавши на допомогу кілька виноробів, він зможе наповнити винні погреби Франції. |